# Arch Enemy
Arch Enemy este o formație suedeză de death metal melodic, înființată în 1996 de Michael Amott, chitaristul formației Carcass, și solistul vocal Johan Liiva, în orașul Halmstad din Suedia. Componența inițială a trupei i-a mai cuprins pe Christopher Amott (chitară), fratele lui Michael, și Daniel Erlandsson (baterie). La început, Michael a fost nevoit să asigure și partea de chitară bas.
În total, trupa a lansat nouă albume de studio, două albume live, două albume compilație, trei DVD-uri și trei EP-uri. Formația a fost inițial condusă de Johan Liiva, care a fost înlocuit cu germana Angela Gossow ca vocalistă principală în anul 2000. În martie 2014 Angela Gossow a părăsit formația și a fost înlocuită cu canadiana Alissa White-Gluz.

## Istoric

### Începutul (1996–2000)
După ce a părăsit Carcass, Michael Amott (fost membru și al trupelor Carnage și Spiritual Beggars), împreună cu fratele său mai mic, Christopher Amott (ex-Armageddon), s-au întâlnit cu vocalistul Johan Liiva (ex-Carnage, Furbowl) și au decis să înființeze Arch Enemy, cooptându-l rapid și pe toboșarul Daniel Erlandsson (ex-Eucharist) în ceea ce Michael Amott a numit „o încercare de a îmbina melodicitatea cu agresivitatea și tehnica”.
Michael Amott povestește într-un interviu cum l-a cooptat pe Johan Liiva, care fusese dat afară din propria trupă, Furbowl: „Își vânduse toate instrumentele între timp și se tunsese. Încă asculta metal, dar nu se aștepta că ar putea începe să cânte din nou într-o trupă de metal.[...] Cred că la vremea aceea se gândea: „Dă-o dracului, îmi caut o slujbă decentă și mă retrag complet de pe scenă”, așa că în final și-a deschis o mică tipografie. Însă, când l-am sunat, a fost imediat foarte entuziast și astăzi e din nou cu adevărat total implicat”.
Primul album al trupei, Black Earth, a fost lansat in 1996 la casa de discuri Wrong Again Records. A obținut succese moderate în Japonia și Suedia, iar single-ul "Bury Me an Angel" a fost difuzat de MTV. Pe acest album Johan face și partitura de bas.
În 1998 trupa își schimbă componența, cooptându-i pe Martin Bengtsson la bas și Peter Wildoer la baterie, și lansează cel de-al doilea album, Stigmata, la casa de discuri Century Media. Albumul a adus trupei mai multă popularitate, fiind lansat simultan pe mai multe continente.
În 1999 sosește în trupă Sharlee D'Angelo (bas, fost membru în Mercyful Fate, Dismember și King Diamond), iar Daniel Erlandsson este adus din nou la baterie, de data aceasta permanent. În această componență, trupa lansează albumul de studio Burning Bridges și albumul live Burning Japan Live 1999. Deși D'Angelo este înlocuit în două rânduri în timpul turneului, întâi cu Dick Lövgren (Meshuggah, ex-Armageddon), apoi cu Roger Nilsson (ex-Spiritual Beggars, Firebird, The Quill), el rămâne în final basistul de bază al trupei.
În luna noiembrie 2000, vocalistul Johan Liiva este concediat din trupă. El va fi schimbat cu Angela Gossow, o jurnalistă germană și vocalistă death metal, care, după un interviu pe care i-l luase cu ceva timp înainte, îi dăduse lui Christopher Amott o casetă demo.
Când a chemat-o s-o asculte, Michael Amott a declarat despre ea că „a măturat pe jos cu ceilalți candidați, fiind angajată pe loc. I-am cerut Angelei să cânte cu noi după ce am ascultat-o cântând cu prima ei formație (Devil in the Details). După audiție am acceptat-o pe loc în trupă.”

### Perioada Gossow (2000-2014)
Noua solistă, Angela Nathalie Gossow (născută pe 5 noiembrie 1974 în Köln, Germania), mai cântase înainte în trupe obscure precum Asmodina și Mistress.
„Arch Enemy a început să-și demonstreze adevăratul potențial odată ce vocalista Angela Gossow s-a alăturat trupei pentru îndelung aclamatul album din 2001, Wages of Sin (produs de Fredrik Nordström și mixat de Andy Sneap), fiind prima dată când o trupă de acest calibru și ferocitate avea ca vocal o femeie”, scrie pe site-ul oficial al formației. Nimic mai adevărat. Albumul a fost un succes desăvârșit și Arch Enemy au fost invitați să participe la festivalul "Japan's Beast Feast 2002", alături de Slayer și Motörhead.
În 2003 este lansat albumul Anthems of Rebellion, iar în luna noiembrie a anului următor EP-ul Dead Eyes See No Future, care cuprinde înregistrări din concert și piese preluate de la Manowar, Megadeth și Carcass.
Mult așteptatul Doomsday Machine, al șaselea album al trupei, apare în vara lui 2005 și e mixat de cunoscutul Andy Sneap (Killswitch Engage, Nevermore, Opeth). Michael spune despre colaborarea cu Andy Sneap: „Aveam o relație excelentă cu el. Lucrase cu noi pentru "Wages of Sin", mixase acel album la fel de bine ca pe "Anthems of Rebellion", ne mai ajutase și pe EP-ul "Dead Eyes See No Future", și a mixat de asemenea și acest album, așa că acum avem o relație îndelungată cu el, relație care a decurs foarte bine. Acum îl cunoaștem atât de bine încât reușim să lucrăm într-o atmosferă foarte relaxată”.
Albumul intră direct pe locul 87 în Topul 200 Billboard. Într-un interviu, Michael Amott spunea, referitor la acest lucru: „Am fost puțin surprinși, însă e o senzație cu adevărat plăcută, e un lucru foarte pozitiv”.
Trupa pornește în turneul de susținere a albumului, culminând în Statele Unite cu participarea la festivalul Ozzfest 2005. Despre Ozzfest, Michael Amott spunea într-un interviu: „Unele trupe susțin că nu prea le-a impulsionat cariera, că nu prea le-a ajutat la vânzări. Pentru noi a fost contrariul. Ne-a ajutat foarte mult. Vânzările albumelor noastre au crescut enorm. "Doomsday Machine" a fost prezent o săptămână la Ozzfest și a explodat. A fost foarte, foarte important pentru noi. Am vândut de asemenea multe CD-uri la sesiunile de autografe. Am fost cea mai bine vândută trupă din întregul festival, inclusiv scena principală, din punct de vedere al CD-urilor. A fost lansarea perfectă pentru acel album, "Doomsday Machine". Consider Ozzfest nu un turneu în adevăratul sens al cuvântului, pentru că n-am cântat decât câte 20 de minute. [...] A fost mai degrabă o campanie promoțională”.
În aceeași toamnă, grupul se va întoarce în Statele Unite, fiind capul de afiș într-un turneu împreună cu All That Remains, iar în primăvara lui 2006 împreună cu Chimaira, God Forbid și Hate Eternal. Trupa va închide anul prin participarea în monumentalul Gigantour, alături de Megadeth, turneu care va marca a patra prezență consecutivă în S.U.A. pentru promovarea Doomsday Machine.
Christopher Amott, care părăsise temporar trupa în iulie 2005, fiind suplinit de Gus G. (ex-Dream Evil, Firewind), și ulterior de Fredrik Åkesson, se întoarce în 2007, la timp pentru a participa la înregistrarea celui de-al șaptelea album, Rise Of The Tyrant. Acesta a fost lansat pe 24 septembrie 2007 în Europa și pe 25 septembrie 2007 în Statele Unite, ajungând direct pe locul 84 în Topul 200 Billboard.
Recenziile albumului au fost unanim elogioase. „Rise of the Tyrant este o etalare plină de ferocitate și virtuozitate de melodic death metal”, scrie entuziasmat magazinul american Revolver. Iar Metal Hammer adaugă: „Arch Enemy înoată împotriva oricărei mode, a oricărui moft și rămâne vârful de lance al genului. Rise Of The Tyrant combină toată forța primelor șase albume și chiar mai mult decât atât !”
Site-ul GuitarMasterClass acordă albumului doar note de 10 pentru sunet, instrumente, voce, versuri și impresia generală, notând: „Cu un album imposibil de măsurat pe vreo scară, Arch Enemy și-a lansat cel mai bun produs de până acum. Cu riff-uri mai mult decât dure, viteză și cea mai superbă linie melodică, de la solo-uri iuți și sfâșietoare, până la cele mai lente și melodice, cu un stil de exprimare incomparabil cu al oricărui alt muzician, un album unic. Dacă iubești stilul heavy, vei iubi 'Rise Of The Tyrant'”.
Trupa și-a promovat intens albumul, participând printre altele la Bloodstock Open Air Festival 2007, alături de formații ca In Flames, Lacuna Coil, Finntroll sau Sabbat. Sfârșitul anului 2007 găsește Arch Enemy într-un turneu european împreună cu Machine Head, Trivium, DragonForce și Shadows Fall. În aprilie 2008 trupa pornește într-un nou turneu, Defenders of the Faith tour, fiind cap de afiș alături de Opeth și DevilDriver, și avându-i în deschidere pe cei de la 3 Inches of Blood.
Pe 6 martie 2009, trupa participă la festivalul anual "Dubai Desert Rock Festival", împreună cu Opeth, Chimaira și Motörhead.
În vara și toamna lui 2009, Arch Enemy se află din nou în turneu, fiind anunțate datele concertelor din America Latină, Asia, Australia și Europa.
Pe data de 28 septembrie 2009, trupa lansează un nou album-compilație, intitulat The Root of All Evil, la casa de discuri Century Media. Prima piesă de pe album, cea care dă titlul, "The Root of All Evil", este o compoziție nouă. Restul pieselor sunt reînregistrări de pe primele trei albume ale trupei, de data aceasta cu Angela Gossow la voce. În plus, unele din partiturile de bas au fost refăcute. Albumul a fost mixat și masterizat de Andy Sneap, și înregistrat în diferite locații din Suedia.

## Componență

### Membri actuali
- Michael Amott − chitare (1996–prezent), clape (2005, 2007), chitară bas (1996)
- Daniel Erlandsson − baterie (1996, 1998–prezent)
- Sharlee D'Angelo − chitară bas (1999–prezent)
- Jeff Loomis − chitare (2014−prezent)
- Alissa White Gluz − vocal (2014–prezent)

### Foști membri
- Christopher Amott − chitară solo și ritmică (1996–2005, 2007–2012)
- Nick Cordle  – chitară solo și ritmică (2012-2014)
- Johan Liiva − vocal (1996–2000)
- Martin Bengtsson − chitară bas (1997−1998)
- Peter Wildoer − baterie (1997)
- Angela Gossow − vocal (2000–2014)
- Fredrik Åkesson − chitară solo și ritmică (2005−2007)

### Membri ocazionali
- Fredrik Nordström – clape pe Black Earth, Stigmata și Burning Bridges
- Per Wiberg − pian și mellotron pe Burning Bridges și clape pe Wages of Sin, Anthems of Rebellion și Khaos Legions
- Dick Lövgren − basist de turneu (1999)
- Roger Nilsson − basist de turneu (1999−2000)
- Gus G. − chitarist de turneu (2005), invitat pe Doomsday Machine (solo de chitară la "Taking Back My Soul")

## Discografie
Albume de studio
- 1996: Black Earth (reeditat în 2007)
- 1998: Stigmata
- 1999: Burning Bridges
- 2001: Wages of Sin
- 2003: Anthems of Rebellion
- 2005: Doomsday Machine
- 2007: Rise of the Tyrant
- 2011: Khaos Legions
- 2014: War Eternal
- 2017: Will to Power
- 2020: Deceivers

EP-uri
- 2002: Burning Angel
- 2004: Dead Eyes See No Future
- 2007: Revolution Begins

Albume Live
- 2000: Burning Japan Live 1999
- 2006: Live Apocalypse
- 2008: Tyrants of the Rising Sun - Live in Japan

Compilații
- 2009: Manifesto of Arch Enemy
- 2009: The Root of All Evil